# Andrew Stanton
Andrew Stanton (Rockport, 3 dicembre 1965) è un regista, sceneggiatore, produttore cinematografico e doppiatore statunitense.
Deve la sua popolarità alla collaborazione con la Pixar, per la quale ha scritto e prodotto molti dei loro film, e ha diretto i film Alla ricerca di Nemo, WALL•E, Alla ricerca di Dory e co-diretto A Bug's Life - Megaminimondo.
Si aggiudicò la nomination per tre Premi Oscar come miglior sceneggiatura originale per Toy Story, Alla ricerca di Nemo e  WALL•E: per gli ultimi due si aggiudicò il Premio Oscar per il miglior film d'animazione.

## Biografia

### Carriera
È stato assunto nel 1990 presso i Pixar Animation Studios, chiamato da John Lasseter. Lasseter notò Stanton per i suoi cortometraggi A story e Somewhere in the Arctic presentati allo "Spike and Mike's Festival of Animation" del 1987.
Stanton ha studiato come animatore tradizionale presso il California Institute of the Arts (CalArts), ed è approdato alla Pixar, studio di animazione al computer, senza la minima dottrina sull'informatica. Appena diplomatosi al CalArts iniziò a collaborare, oltre che con Lasseter, anche con un altro importante animatore americano, Ralph Bakshi, con il quale lavora alla scrittura di alcuni episodi della serie animata Mighty Mouse, the New Adventure.
Stanton e John Lasseter erano gli unici dipendenti Pixar che fossero degli animatori, e non programmatori o ingegneri informatici. Stanton inizialmente collaborò all'animazione di spot commerciali, business verso cui in quegli anni era orientata la Pixar. Successivamente fece parte del team creativo degli ideatori di Toy Story, il primo lungometraggio d'animazione interamente in CGI. Con questo film Andrew Stanton guadagnò la sua prima nomination agli Oscar, quella per la miglior sceneggiatura originale (riconoscimento che per la prima volta andò a un film d'animazione).
Dopo un'esperienza da co-regista di Lasseter nel 1997 con A Bug's Life - Megaminimondo, nel 2003 scrive e dirige il suo primo lungometraggio, Alla ricerca di Nemo, co-diretto da Lee Unkrich. Con questo film Andrew Stanton ottiene il premio Oscar per il miglior film d'animazione e la sua seconda nomination per la miglior sceneggiatura originale.
Nel 2008 realizza il suo secondo film, WALL•E, che anche questa volta scrive e dirige e ottiene nuovamente l'oscar come miglior film d'animazione. Lavora con Mark Andrews alla scrittura dell'adattamento cinematografico dei romanzi di John Carter di Marte, serie fantascientifica scritta agli inizi del '900 da Edgar Rice Burroughs, di cui la Walt Disney Pictures ha recentemente acquistato i diritti. Inaspettatamente dato l'enorme successo delle precedenti due opere, il film è stato uno dei più grandi flop della storia del cinema.
Torna alla regia animata nel 2016 con il seguito del suo primo film, Alla ricerca di Dory. Nel 2026 uscirà Toy Story 5, ultimo capitolo della fortunata saga Pixar, la cui regia è stata per la prima volta affidata a lui.

## Vita privata
Dal 1991 è sposato con Julie (fotografa) da cui ha avuto due figli: Ben e Audrey.

## Filmografia parziale

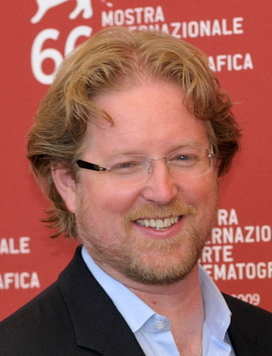
Andrew Stanton al Festival del Cinema di Venezia nel 2009

### Regista

#### Cinema
- A Story – cortometraggio (1987)
- A Bug's Life - Megaminimondo (A Bug's Life), Co-regia con John Lasseter (1998)
- Alla ricerca di Nemo (Finding Nemo), Co-regia con Lee Unkrich (2003)
- WALL•E (2008)
- John Carter (2012)
- Alla ricerca di Dory (Finding Dory), Co-regia con Angus MacLane (2016)
- Toy Story 5 (2026)[4]

#### Televisione
- Stranger Things – serie TV, episodi 2x05-2x06 (2017)
- Better Call Saul – serie TV, episodio 4x06 (2018)
- Legion – serie TV, episodio 3x01 (2019)
- Loop (Tales from the Loop) – serie TV, episodio 1x04 (2020)
- For All Mankind – serie TV, 4 episodi (2021-2022)
- Il problema dei 3 corpi (3 Body Problem) – serie TV, episodio 1x03 (2024)

### Sceneggiatore

#### Cinema
- Toy Story - Il mondo dei giocattoli (Toy Story), regia di John Lasseter (1995)
- A Bug's Life - Megaminimondo (A Bug's Life), regia di John Lasseter (1998)
- Toy Story 2 - Woody e Buzz alla riscossa (Toy Story 2), regia di John Lasseter (1999)
- Monsters & Co. (Monsters Inc.), regia di Pete Docter (2001)
- Alla ricerca di Nemo (Finding Nemo), regia di Andrew Stanton (2003)
- WALL•E, regia di Andrew Stanton (2008)
- Toy Story 3 - La grande fuga (Toy Story 3), regia di Lee Unkrich (2010)
- John Carter, regia di Andrew Stanton (2012)
- Alla ricerca di Dory (Finding Dory), regia di Andrew Stanton (2016)
- Toy Story 4, regia di Josh Cooley (2019)

#### Televisione
- Mighty Mouse: The New Adventures – serie TV, 13 episodi (1987)
- Obi-Wan Kenobi – miniserie TV, 2 puntate (2022)

### Produttore esecutivo
- Monsters & Co. (2001)
- Esplorando la barriera corallina (Exploring the Reef) – cortometraggio (2004)
- Ratatouille (2007)
- Presto – cortometraggio (2008)
- Up (2009)
- Ribelle - The Brave (2012)
- Monsters University (2013)
- Inside Out (2015)
- Il viaggio di Arlo (The Good Dinosaur) (2015)
- Toy Story 4 (2019)
- Lightyear - La vera storia di Buzz (2022), regia di Angus McLane

### Animatore
- A Story – cortometraggio (1987)
- Somewhere in the Arctic – cortometraggio (1987)

### Doppiatore
- Toy Story - Il mondo dei giocattoli (1995)
- A Bug's Life - Megaminimondo (1998)
- Toy Story 2 - Woody e Buzz alla riscossa (1999)
- Buzz Lightyear da Comando Stellare - Si parte! (2000)
- Alla ricerca di Nemo (2003)
- Gli Incredibili - Una "normale" famiglia di supereroi (2004)
- Cars - Motori ruggenti (2006)
- Alla ricerca di Dory (2016)

## Doppiatori italiani
- Stefano Masciarelli in Alla ricerca di Nemo, Alla ricerca di Dory
- Michele Kalamera in Toy Story 2 - Woody e Buzz alla riscossa
- Marco De Risi in Cars - Motori ruggenti
- Renato Cecchetto in Buzz Lightyear da Comando Stellare - Si parte!